# Klaus Körner (Grenzopfer)
Klaus Körner (* 21. Juli 1939 in Arnstadt; † 15. November 1962 bei Untersuhl) war ein Todesopfer an der innerdeutschen Grenze.

## Leben
Klaus Körner war im Sommer 1962 in die Bundesrepublik geflüchtet. Am 15. November 1962 versuchte er, zusammen mit Erich Janschke die Grenze in Richtung DDR zu überqueren. Dabei lösten sie eine Mine aus, die sie tödlich verletzte. Die DDR-Grenzer nahmen die Detonation zwar wahr, vermuteten jedoch ein Wildschwein als Ursache. Am 14. Dezember 1962 wurden ihre verwesten Leichen bei Instandsetzungsarbeiten an der Drahtsperre entdeckt. Dies hatte weitreichende Konsequenzen. Der damalige Chef des Kommandos Grenze der NVA, Erich Peter, ordnete an, künftig die Ursache von Minenexplosionen in Erfahrung zu bringen. Der stellvertretende Minister für Nationale Verteidigung, Waldemar Verner, teilte Erich Honecker, der damals ZK-Sekretär für Sicherheitsfragen war, mit, dass man künftig das Problem der Unkrautvernichtung im Grenzstreifen „zweckmäßiger angehen“ werde.
Der für die Verlegung der Minen zuständige Offizier wurde im April 2001 vom Landgericht Mühlhausen freigesprochen, da die Getöteten die Explosionsgefahr bewusst in Kauf genommen hätten.